# House of Gold and Bones - Part 2
Albums de Stone Sour
House of Gold and Bones - Part 1
(2012) Meanwhile in Burbank...
(2015)
Singles
1. Do Me a Favor
Sortie : 12 février 2013

House of Gold & Bones - Part 2 est le cinquième album studio du groupe États-Unis de metal alternatif Stone Sour qui doit sortir le 9 avril 2013 par Roadrunner Records. Il s'agit de la deuxième partie d'un double album, dont la première partie est sortie le 22 octobre 2012.

## Liste des chansons
| No  | Titre                     | Durée |
| --- | ------------------------- | ----- |
| 12. | Red City                  |       |
| 13. | Black John                |       |
| 14. | Sadist                    |       |
| 15. | Peckinpah                 |       |
| 16. | Stalemate                 |       |
| 17. | Gravesend                 |       |
| 18. | 82                        |       |
| 19. | The Uncany Valley         |       |
| 20. | Blue Smoke                |       |
| 21. | Do Me A Favor             |       |
| 22. | The Conflagration         |       |
| 23. | The House Of Gold & Bones |       |

## Crédits
- Corey Taylor - chant
- James Root - guitare
- Josh Rand - guitare
- Roy Mayorga - batterie
- Rachel Bolan - basse